# Kitaszato Sibaszaburó
Báró Kitaszato Sibaszaburó (北里柴三郎; Hepburn: Kitasato Shibasaburō; Oguni, Kumamoto prefektúra, 1853. január 29. – Tokió, 1931. június 13.) japán orvos és bakteriológus. Alexandre Yersinnel párhuzamosan felfedezte a pestis kórokozóját, és a diftériaszérumon végzett munkájáért 1901-ben orvosi Nobel-díjra jelölték.

## Élete
Kitaszato Sibaszaburó 1853. január 29-én született Japán Higo tartományának (ma Kumamoto prefektúra) Oguni falujában. Apja Kitaszato Korenobu falusi elöljáró (nanusi), anyja Tei, egy szamuráj leánya volt. A Kumamotói Orvosi Főiskolán és a Tokiói Császári Egyetemen orvosnak tanult.
1885 és 1889 között Németországban a neves bakteriológus, Robert Koch munkatársaként dolgozott. 1889-ben ő volt az első, akinek tiszta tenyészetben sikerült előállítania a tetanusz kórokozóját. 1890-ben Emil von Behringgel közösen kidolgozta a tetanusz szérumterápiáját, vagyis előzetesen immunizált állatok vérszérumát fertőzött állatokba injekciózva sikerült meggátolniuk a betegség kialakulását (ún. passzív immunizáció, szemben az aktív immunizációval, amikor a szervezet saját immunrendszerét késztetik az antitestek előállítására). Ezért a munkáért Behring 1901-ben orvosi Nobel-díjat kapott; Kitaszatót is jelölték, de a díjat végül nem ítélték meg neki. Részt vett a diftéria és a lépfene elleni szérumterápia kidolgozásában is.
1891-ben visszatért Japánba, és Fukuzava Jukicsi segítségével megalapította Fertőző Betegségek Kutatóintézetét. Kimutatta, hogy az oltóanyag elkészítésekor elpusztult baktériumok is használhatók, és tanulmányozta a tuberkulózis kórokozójának terjedését.
1894-ben a japán kormány kérésére Hongkongban tanulmányozta az ott kitört bubópestis-járványt, és sikerült azonosítania a betegséget okozó baktériumot. Az ugyanott dolgozó francia Alexandre Yersin néhány nappal később, tőle függetlenül felfedezte a Yersinia pestist, és mivel Kitaszato közleménye némileg ellentmondásos és bizonytalan volt, a tudományos közvélemény Yersint tartotta a baktérium felfedezőjének.
1899-ben Kitaszato és tanítványa, Siga Kijosi azonosította a vérhas kórokozóját.
1914-ben az intézetet beolvasztották a Tokiói Császári Egyetembe, Kitaszato pedig tiltakozásul lemondott igazgatói tisztségéről, és megalapította a Kitaszato Intézetet (ma Kitaszato Egyetem), melyet aztán haláláig vezetett.
1921-ben néhány más orvossal közösen megalapította a pontos orvosi hőmérőket gyártó Szekiszen Ken-onki társaságot (ma Terumo Corporation).
Kitaszato volt a tokiói Keió Egyetem orvosi tanszékének első dékánja, a Japán Orvostudományi Társaság első elnöke, és beválasztották a parlament felsőházába. 1924-ben bárói (dansaku) rangot kapott.
Kitaszato Sibaszaburó 1931. június 31-én halt meg tokiói otthonában koponyaűri vérzés következtében. A laboratóriumokban használt Büchner-palack másik neve Kitaszato-palack, és róla nevezték el a Kitasatospora baktériumnemzetséget.

## Fordítás
- Ez a szócikk részben vagy egészben  a   Kitasato Shibasaburō című angol Wikipédia-szócikk ezen változatának fordításán alapul.  Az eredeti cikk szerkesztőit annak laptörténete sorolja fel. Ez a jelzés csupán a megfogalmazás eredetét és a szerzői jogokat jelzi, nem szolgál a cikkben szereplő információk forrásmegjelöléseként.